# Hinunangan
Hinunangan es un municipio filipino de tercera clase, perteneciente a la provincia de Leyte del Sur, en las Bisayas Orientales.

## Historia
Hacia mediados del siglo XIX, el lugar pertenecía a Abuyog, en la provincia de Leyte. Aparece descrito en el segundo volumen del Diccionario geográfico, estadístico, histórico de las Islas Filipinas (1851) de Manuel Buzeta Núñez y Felipe Bravo con las siguientes palabras:

HINUNANGAN: pueblo, que forma jurisd. civil y ecl. con los de Abuyog é Hinundayan, en la isla y prov. de Leyte, dióc. de Cebú; Se halla sit. junto á la costa oriental de la isla, próximo á la orilla de un rio, en terreno llano: disfruta de buena ventilacion, y clima templado y saludable. El termino confina con los de Abuyog é Hinundayan, siendo el terreno llano por junto á la costa, pero quebrado y montuoso por el centro. Las principales prod. son arroz, maiz, cacao, abaca, etc. ind.: la agricultura, la caza, la pesca y la fabricacion de algunas telas de algodon, que hacen para los usos domésticos. El com. se reduce á la esportacion de sus productos, despues de cubiertas las necesidades precisas de sus naturales, y á la importacion de algunos de los artículos de que carecen. pobl. y trib. (v. abuyog, matriz).
(Buzeta y Bravo, 1851, p. 78)

En 2020, tenía censados 29 149 habitantes.